# Stärke 6
Stärke 6 ist ein Umwelt-Thriller aus dem Jahr 2013, bei dem Sabine Boss Regie führte. Die Schweizerisch-Deutsche TV-Koproduktion von SRF und SWR thematisiert die Frage, was mit den über 3.000 Tonnen Munition geschieht, die im Vierwaldstättersee liegen, wenn die Region von einem Erdbeben der Magnitude 6 betroffen wird, wie dies zuletzt im Jahr 1601 der Fall war.
Die Erstausstrahlung fand in der Schweiz am 3. März 2013 auf SRF 1 statt und in Deutschland am 20. August 2014 im Ersten.

## Handlung
Nach einem Bergsturz an der Axenstrasse werden die Geologin Mara Graf und ihr Freund, der Seismologe Gian Wyss, vom Eidgenössischen Erdbebendienst der Technischen Hochschule mit Untersuchungen beauftragt. Für Gian ist dies eine willkommene Gelegenheit, ein paar Wochen zuhause in Brunnen zu verbringen und Mara seiner Grossmutter Erika und seiner Schwester Julia vorzustellen. Am nächsten Tag wollen Gian und Mara bei einem Tauchgang Messgeräte auf dem Grund des Vierwaldstättersees verankern. Als Maras Luftschlauch platzt, will Gian nicht auf sie warten und taucht alleine. Bevor Mara ihm folgen kann, erschüttert eine Druckwelle ihr Boot. Panisch zieht Mara ihren Freund an der Sicherungsleine nach oben, kann ihn jedoch nur noch tot bergen. Ungereimtheiten in ihrer Darstellung des Unglücks bringen sie beim ermittelnden Kommissar Albrecht jedoch bald in Verdacht, ihren Freund vorsätzlich getötet zu haben.
Der ungewöhnliche Tauchunfall alarmiert auch Sebastian Scherrer, Hauptmann bei den Genietruppen der Schweizer Armee. Er weiss um das Geheimnis des Sees: Tonnen alter Munition, welche das Militär bis in die 1960er-Jahre in den Tiefen der Schweizer Seen versenkt hat. Seine Recherchen ergeben, dass an der Unfallstelle keine Munition liegen sollte, doch Sebastian ist trotzdem beunruhigt. Sein Vorgesetzter, Oberst Frick, verbietet ihm, an der Unglücksstelle zu tauchen. Sebastian befolgt den Befehl; auch dann noch, als ihn die verzweifelte Mara um Hilfe bittet, da ihr eine Anklage wegen Totschlag droht.
So taucht Mara auf eigene Faust und findet scharfe Munition bei der Unfallstelle. Endlich findet sie die Erklärung für Gians Tod. Mara schätzt aufgrund ihrer Entdeckung die Gefahr für die Region als unkalkulierbar ein. Bei einem weiteren Felssturz in den See droht, ausgelöst durch explodierende Munition, ein Tsunami, der fürchterliche Verheerungen anrichten würde. Mit diesen neuen Erkenntnissen gelingt es Mara, den Kommandanten Scherrer zu überzeugen, ihr zu helfen. Als er Oberst Frick von dem beunruhigenden Fund erzählt, reagiert dieser ungehalten, da Sebastian seinen Befehl missachtet habe. Er verbietet ihm, etwas über den Waffenfund verlauten zu lassen, mit der Begründung, das Militär habe nichts damit zu tun.
Doch nun ist Sebastian nicht mehr bereit, sich an die Order seines Vorgesetzten und Mentors zu halten. Zusammen mit Mara versucht er alles in seiner Macht stehende, um die zivilen Verantwortlichen zu alarmieren. Nach einer Reihe von Hindernissen gelingt es Sebastian und Mara endlich, den Beweis für die explosive Gefahr auf dem Seegrund zu erbringen.

## Produktion
Neben Schweizer Radio und Fernsehen waren die Produktionsfirmen T&C Film aus Zürich und cut-it aus München am Projekt beteiligt, letztere für den SWR.
Der Schweizerische Erdbebendienst der ETH Zürich hat das Filmteam wissenschaftlich beraten. Die Dreharbeiten erfolgten zwischen dem 15. Juni 2012 und dem 15. Juli 2012. Die Drehorte waren Brunnen, Schwyz und Zürich.

### Hintergrund
Allein im Thuner-, Brienzer- und Vierwaldstättersee liegen, vom Eidgenössischen Departement für Verteidigung, Bevölkerungsschutz und Sport VBS vorsichtig geschätzt, über 8.000 Tonnen versenkte, teilweise noch scharfe Munition. Ein Grossteil davon wurde auf Geheiss des Bundesrates nach dem Zweiten Weltkrieg in diesen Seen entsorgt. Der Bericht des VBS von 2004 erwähnt ebenfalls, dass „auf der deutschen Seite des Bodensees grössere Munitionsbestände des Zweiten Weltkriegs liegen“.
Der Film beschränkt sich auf die über 3.000 Tonnen Munition, die im östlichsten Teil des Vierwaldstättersees, dem Urnersee, liegen und fragt sich, was bei einem starken Erdbeben damit geschehen könnte. Das Erdbeben der Stärke 6 von 1601 löste im Vierwaldstättersee einen Tsunami von „zwei Helebarden“, also ca. 4 Metern Höhe aus. Das Ereignis wurde vom damaligen Stadtschreiber Renward Cysat ausführlich beschrieben. Es handelt sich um einen der ersten durch einen Augenzeugen gut dokumentierten Tsunami.

### Hypothese des Films
Im Film wird die Hypothese aufgestellt, dass im Urnersee verklappte «Granaten und Bomben schon durch kleine, relativ häufig auftretende Rutschungen aufgerieben werden können und detonieren». Die Folge wären grössere Rutschungen, die Flutwellen auslösen und – worst case – sogar Risse, die sich durch den brüchigen Kalkstein den Berg hochfressen und zusätzlich Bergstürze bewirken. Geologin Dr. Mara Graf, die Protagonistin des Films, kommt deshalb sogar zum Fazit: «Es braucht 'Dank der Munition' kein Erdbeben mehr, um eine Tsunami-Katastrophe auszulösen.» Ihren Berechnungen zufolge sei bei einem «Munitions-Tsunami» mit einer Fluthöhe von bis zu 6 Metern zu rechnen.

## Kritik
Claudia Schwartz schreibt über den Film in der Neuen Zürcher Zeitung: «Über weite Strecken ist es die hervorragende deutsche Schauspielerin Claudia Michelsen, die diesen Film trägt zwischen naher Verzweiflung und Kämpfernatur. (...) Mit Pierre Siegenthaler in der Rolle des zuständigen Kommissars, der im Lauf der Ermittlungen dazulernt, ist Michelsen ein ebenbürtiger Counterpart zur Seite gestellt. Den beiden ist es zu verdanken, dass das Drama über weite Strecken ausgesprochen spannend bleibt.»
Rainer Tittelbach schreibt auf seiner gleichnamigen Film-Webseite: «Die Grimme-Preisträgerin 2013 & 2014 veredelt die psychologisch etwas eindimensionale Dramaturgie mit wohlgesetzten Zwischentönen und einer Menge Physis. Heftet man sich als Zuschauer ganz an ihre Fersen, folgt man ihr in die Tiefen des Urner Sees, einem Teil des Vierwaldstätter Sees, und begibt sich auf die Wutspur, mit der der Film zeitweise einige Stiernacken-Machos belegt, kann man sich „Stärke 6“ vor allem in der spannenderen zweiten Hälfte schwerlich entziehen.»

## Auszeichnungen
Stärke 6 gewann 2015 den European Science TV and New Media Award in der Kategorie „Best TV Drama“